# Свидерская, Марина Ильинична
Мари́на Ильи́нична Свидерская (род. 18 октября 1937, Москва) — советский и российский искусствовед, историк искусства. Доктор искусствоведения, профессор. Сфера научных интересов — изобразительное искусство Италии эпохи Возрождения и XVII—XIX веков, культура Западной Европы от античности до конца XIX века, теория искусства, философия культуры. Почётный член РАХ (2017).

## Биография
В 1960 году с отличием окончила исторический факультет МГУ имени М. В. Ломоносова по специальности «историк искусства». Специализировалась по искусству итальянского Ренессанса под руководством В. Н. Лазарева.
В 1960—1962 годах работала научным сотрудником в Отделе популяризации искусства ГМИИ им. А. С. Пушкина. Специализировалась по западноевропейскому искусству XVII века под руководством Б. Р. Виппера.
В 1962—1965 годах проходила аспирантуру в секторе Классического искусства.
В 1986 году защитила диссертацию на соискание учёной степени кандидата искусствоведения по теме «Становление нового художественного видения в итальянской живописи на рубеже 16-17 веков» (специальность 17.00.04 — изобразительное искусство)
В 1992 году защитила диссертацию на соискание учёной степени доктора искусствоведения по теме «Изобразительное искусство Италии 17 столетия: основные направления и ведущие мастера. Опыт системного анализа» (специальность 17.00.04 — изобразительное искусство). Официальные оппоненты — доктор искусствоведения И. Е. Данилова, доктор искусствоведения, профессор Ю. К. Золотов, доктор искусствоведения С. М. Даниэль. Ведущая организация — НИИ теории и истории изобразительных искусств РАХ.
В 1996 году становится сотрудником Института искусствознания. В 2007 году становится заведующей сектором Классического искусства Запада.
С 1998 года является профессором кафедры истории и теории мировой культуры (ИТМК) философского факультета МГУ. Преподаёт в РГГУ.
В 2017 году стала почётным членом Российской академии художеств.
Лауреат премии имени М. В. Ломоносова (2011) за цикл монографий «Искусство Италии XVII в. Основные направления и ведущие мастера»; «Караваджо. Первый современный художник. Проблемный очерк»; «Пространственные искусства в западноевропейской художественной культуре XIII—XIX вв.».

## Научные труды

### Монографии
- Свидерская М. И. Искусство Италии XVII века: Основные направления и ведущие мастера. — М.: «Искусство», 1999. — 175 с., 176 илл. (в сер. Из истории мирового искусства; серебряная медаль РАХ)
- Свидерская М. И. Караваджо: Первый современный художник. Проблемный очерк. — СПб.: Дмитрий Буланин, 2001. — 240 с. — ISBN 5-86007-208-2.
- Свидерская М. И. Пространственные искусства в западноевропейской художественной культуре XIII—XIX веков. В двух книгах. Учебное пособие для студентов, обучающихся по направлению культурология. — М.: ГАЛАРТ, 2010. — 928 с. — 130 илл.